# Karl Gruber (Architekturhistoriker)
Karl Erwin Gruber (* 6. Mai 1885 in Konstanz; † 12. Februar 1966 in Darmstadt) war ein deutscher Architekt, Stadtplaner, Denkmalpfleger, Architekturhistoriker und jüngerer Bruder des Architekten Prof. Dr. Otto Gruber.

## Ausbildung
Nach dem Abitur in Konstanz 1903 nahm Gruber zum Wintersemester 1904 das Studium der Architektur an der Großherzoglichen Technischen Hochschule Karlsruhe auf. Sein wichtigster Lehrer war Friedrich Ostendorf, dessen Architekturauffassung für ihn prägend war. Am 30. Juni 1909 schloss Gruber mit dem Diplom ab und wurde für drei Jahre Assistent bei Ostendorf, danach folgte 1912 das Referendariat und ein Jahr später der Abschluss als badischer Regierungsbaumeister. 1914 promovierte er über die Entwicklung der deutschen Stadt.

## Wirken

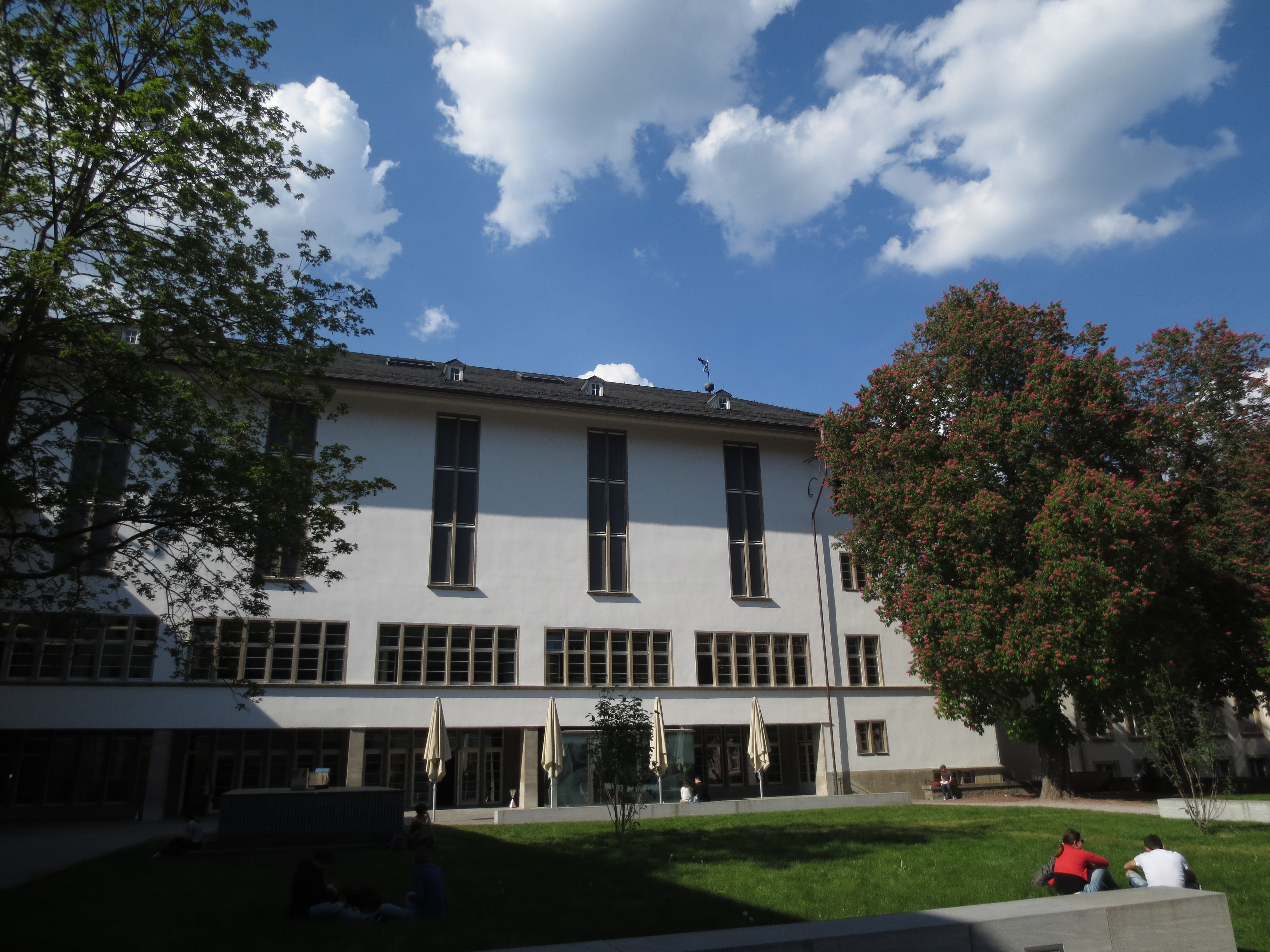
Karl Gruber, Großes Hörsaalgebäude am Park, Neue Universität Heidelberg (1928–1932)

Seit 1909 war er als Diplom-Ingenieur im öffentlichen Dienst tätig und wurde im Februar 1914 Leiter des städtischen Neubaubüros für die Universitätskliniken in Freiburg im Breisgau. Nach Militärdienst von 1914 bis 1918 übernahm Gruber 1919 die Leitung des Städtischen Hochbauamtes in Freiburg. Er widmete sich der Siedlungsplanung im Stadtteil Haslach und leitete die Restaurierung des Historischen Kaufhauses. Die 1915 durch den Krieg aufgegebenen Pläne zum Umbau des Augustinerklosters zum Museum nahm er wieder auf, von 1919 bis 1923 wurde das Gebäude zum Augustinermuseum umgebaut.
Im Herbst 1924 wurde er auf den Lehrstuhl für mittelalterliche Baukunst und Entwerfen an der Technischen Hochschule Danzig berufen und siedelte zum 1. April 1925 von Freiburg nach Danzig über. An der Technischen Hochschule war er Nachfolger von Friedrich Ostendorf, der dort seit der Gründung von 1904 bis 1907 gelehrt hatte. Gruber war hier Mitglied des Denkmalrates der Freien Stadt Danzig. Er leitete die Restaurierung der Danziger Marienkirche und des Thorner Rathauses. Von 1928 bis 1932 verwirklicht er als Architekt die Neue Universität (Heidelberg). Als führende konservative Architekten gegen den Ring als Organisation des Neuen Bauens den Block gründeten, wurde Gruber Mitglied. Im Juni 1932 wurde er Gründungsmitglied der Ortsgruppe Danzig des
Kampfbundes Deutscher Architekten und Ingenieure.
1933 wurde er auf den Lehrstuhl für Städtebau an der Technischen Hochschule Darmstadt berufen, wo er bis zu seiner Emeritierung 1955 wirkte. Von 1934 bis 1945 war er zugleich Denkmalpfleger für die Provinzen Oberhessen und Rheinhessen.
1945 wurde er Kirchenbaumeister der Evangelischen Kirche in Hessen und Nassau. In dieser Funktion entwarf er auch Kirchen, so in Darmstadt (Friedenskirche), Lampertheim, Neu-Isenburg, Offenbach am Main, Rüsselsheim, Mainz, Weiten-Gesäß sowie Zell im Odenwald, und leitete den Wiederaufbau von St. Johannis in Mainz. Außerhalb des Bereichs der Evangelischen Kirche in Hessen und Nassau beteiligte er sich z. B. an der Restaurierung des Münster St. Maria und Markus in Mittelzell auf der Insel Reichenau, am Mainzer Dom, von St. Martin in Oberwesel und dem Wiederaufbau der Marienkirche in Hanau.
Nach dem Zweiten Weltkrieg entwarf er die Gesamtplanung für den Wiederaufbau mehrerer kriegszerstörter Städte. Er war Autor zahlreicher Studien über Stadtmorphologie vom Altertum bis zur Moderne, in denen er die Beziehung zwischen den Formen der Städte und deren politischer, religiöser und wirtschaftlicher Organisation aufzeigte. Karl Gruber legte für seine Wiederaufbauplanungen Entwürfe mit geschichtlicher Orientierung vor und schlug die Wiederherstellung historischer Bezüge mit leichten Korrekturen der Bebauung zugunsten der Funktionalität vor. Die Qualität von öffentlichen Plätzen und deren Gestaltung, nach seinem Vorbild, Camillo Sitte, mit ihrer zentralen Bedeutung für einen humanen Städtebau war ihm ein großes Anliegen. In seiner Mission als unerbittlicher Streiter für einen künstlerischen Städtebau in der Tradition Sittes hat Karl Gruber eine Generation von Architekten wie Otto Spengler, Ullrich Craemer, Tassilo Sittmann und Jochem Jourdan in Darmstadt geprägt.
Sein 1937 erstmals erschienenes und mehrfach aufgelegtes Werk Die Gestalt der deutschen Stadt gilt bis heute als ein Standardwerk für Architekten, 1985 erschien eine französische Ausgabe (Formes et caractères de la ville allemande).
Karl Gruber wurde auf dem Alten Friedhof in Darmstadt bestattet (Grabstelle: II Mauer 63a).

## Ehrungen

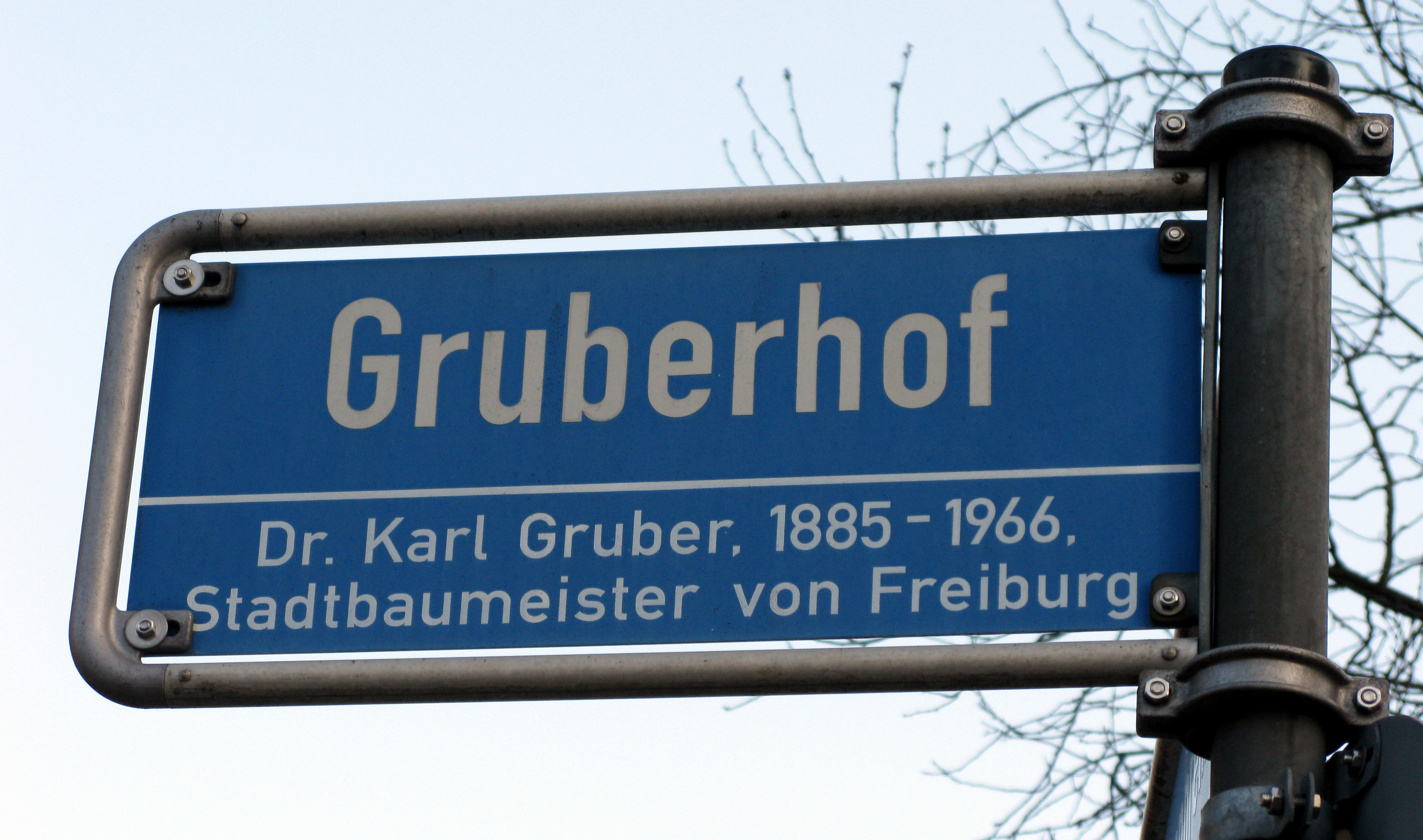
Straße in Freiburg

- 1934: Ehrensenator der Universität Heidelberg
- 1965: Ehrendoktorwürde der Technischen Hochschule München (Dr.-Ing. E. h.)
- Im Freiburger Stadtteil Betzenhausen wurde am Seepark die Straße Gruberhof nach ihm benannt.
- In Darmstadt-Kranichstein wurde eine Straße Gruberstraße nach Karl Gruber benannt.[2]

## Werk

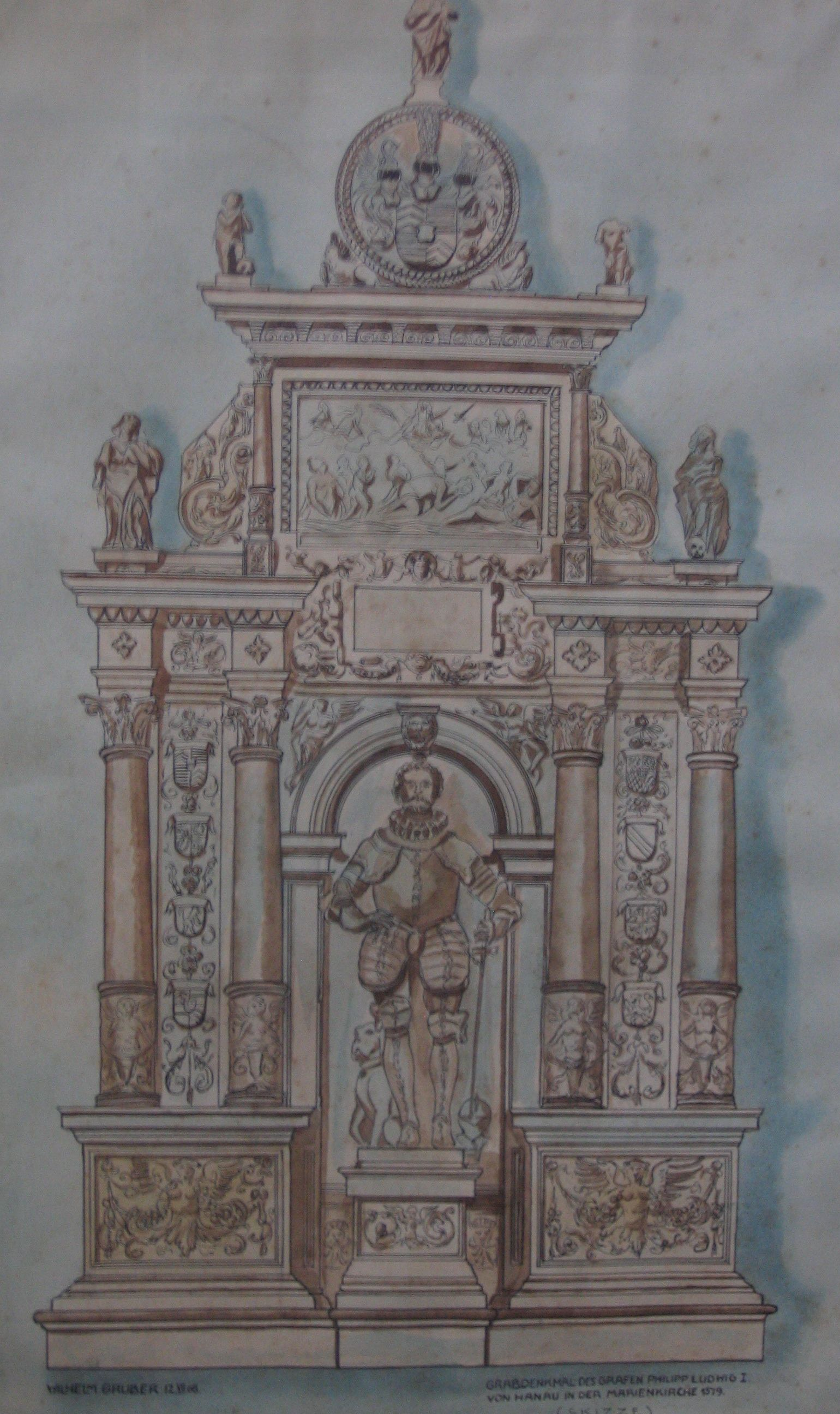
Zeichnung von Karl Gruber:
Grabdenkmal des Grafen Philipp Ludwig I. von Hanau-Münzenberg in der Marienkirche in Hanau (das Grabmal wurde im Zweiten Weltkrieg zerstört)

### Städtebauliche Planungen (Auswahl)
- Plan zum Wiederaufbau der Stadt Darmstadt
- Plan zum Wiederaufbau der Stadt Mainz in der französischen Besatzungszone als Alternative zu Marcel Lods und Paul Schmitthenner[3]
- Plan zum Wiederaufbau der Stadt Gießen

### Bauten (Auswahl)
- 1919–1921: Umbau des ehemaligen Stadttheaters Freiburg zum Augustinermuseum
- 1928–1931: Hauptgebäude und Westflügel der Neuen Universität Heidelberg („Schurman-Bau“) (siegreicher Wettbewerbsentwurf 1927, Ausführung 1928–1931, 2. Bauabschnitt 1934)
- 1942/43: Neubau Technische Physik und Kunststoffe (Vierjahresplaninstitut) der Technischen Hochschule Darmstadt, Hochschulstraße
- 1949–1956: Wiederherstellung der Kirche St. Johannis in Mainz
- 1951–1961: Wiederaufbau der Marienkirche in Hanau
- 1952–1953: Marktplatz in Rüsselsheim mit Rathaus
- 1952–1953: Wiederaufbau der 1944 zerstörten Stadtkirche in Darmstadt
- (Mitte der 1950er Jahre): Umgestaltung der Pauluskirche in Darmstadt

### Schriften (Auswahl)
- Eine deutsche Stadt. Bilder zur Entwicklungsgeschichte der Stadtbaukunst. Bruckmann, München 1914.
- Das neue Augustinermuseum in Freiburg im Breisgau. In: Ekkhart, Zeitschrift des Landesvereins Badische Heimat e. V., 6. Jahrgang 1925, S. 40–50.
- (mit Erich Keyser): Die Marienkirche in Danzig. Deutscher Kunstverlag, Berlin 1929.
- Der heilige Bezirk in der zukünftigen Stadt. Regensberg, Münster 1949.
- Architektonisches Bild von Mainz. Zur Gestaltung der Dom-Umgebung. In: Jahrbuch Bistum Mainz, 4, 1949, S. 50–67.
- Das deutsche Rathaus. München 1943.
- Die Gestalt der deutschen Stadt. Ihr Wandel aus der geistigen Ordnung der Zeiten. 4. Auflage, Callwey, München 1983, ISBN 3-7667-0694-2.
- Aschaffenburg. Stadt zwischen Schloß und Stift. In: Aschaffenburger Jahrbuch für Geschichte, Landeskunde und Kunst des Untermaingebietes, 4. Jahrgang 1957, S. 33–48.
- Der Wormser Dombezirk. In: Der Wormsgau, Wissenschaftliche Zeitschrift der Stadt Worms und des Altertumsvereins Worms, 2, 1934/43, S. 234–241